# Yuki Fukaya
Yuki Fukaya (深谷 友基, Fukaya Yuki, nascido em 1 de agosto de 1982, em Okazaki) é um futebolista profissional japonês, que atua como zagueiro central. Atualmente defende o clube FC Gifu.